# 莫干山126号
莫干山126号又名皇后饭店、毛泽东下榻处，位於浙江省湖州市德清縣莫干山景區西南部。
莫干山126号建于1933年，业主为浙江兴业银行常务董事蒋抑卮，原名莫干山艺圃，位于上横山山腰，用米黄色和青灰色两种色泽的山石间杂砌筑，设有旋转楼梯，东侧百米外有石门及辅房。设计莫干山艺圃的建筑师，一种说法是著名的旅沪匈牙利建筑大师邬达克，另一种说法是由著名建筑师陈植设计于1932年，1934年竣工。1948年，此处开设皇后饭店。
1952年，张云逸将军曾在此休养。1954年4月，中国共产党中央委员会主席毛泽东曾来此就餐，及下榻午休，并作诗《七绝·莫干山》。
2006年5月，莫干山126号作为莫干山別墅群的一部分，被國務院列為第六批全國重點文物保護單位。莫干山126号也作为“毛泽东下榻处”，成为开放景点。

## 外部連結
- 莫干山